# Tour de France 1958
| 45. Tour de France 1958 – Endstand |                       |                           |
| Streckenlänge                      | 24 Etappen, 4319,5 km | 24 Etappen, 4319,5 km     |
| Toursieger                         | Charly Gaul           | 116:59:05 h (36,924 km/h) |
| Zweiter                            | Vito Favero           | + 3:10 min                |
| Dritter                            | Raphaël Géminiani     | + 3:41 min                |
| Vierter                            | Jan Adriaensens       | + 7:16 min                |
| Fünfter                            | Gastone Nencini       | + 13:33 min               |
| Sechster                           | Jef Planckaert        | + 28:01 min               |
| Siebenter                          | Louison Bobet         | + 31:39 min               |
| Achter                             | Federico Bahamontes   | + 40:44 min               |
| Neunter                            | Louis Bergaud         | + 48:33 min               |
| Zehnter                            | Jos Hoevenaers        | + 58:26 min               |
| Grünes Trikot                      | Jean Graczyk          | 347 P.                    |
| Zweiter                            | Jef Planckaert        | 406 P.                    |
| Dritter                            | André Darrigade       | 553 P.                    |
| Bergwertung                        | Federico Bahamontes   | 79 P.                     |
| Zweiter                            | Charly Gaul           | 64 P.                     |
| Dritter                            | Jean Dotto            | 34 P.                     |
| Teamwertung                        | Belgien               | Belgien                   |

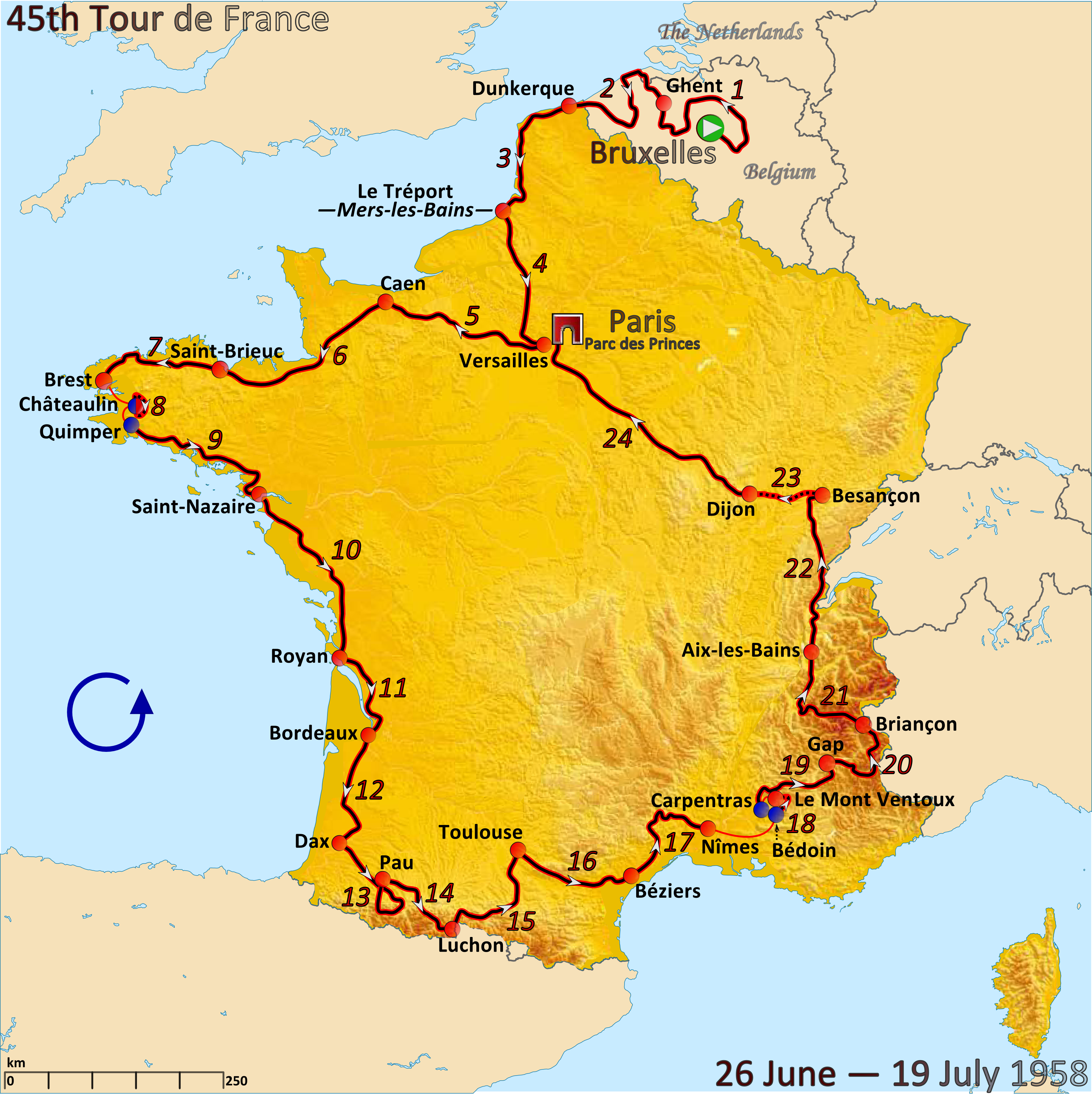
Route der Tour de France 1958

Die 45. Tour de France fand vom 26. Juni bis 19. Juli 1958 statt und führte auf 24 Etappen über 4.319 km. Es nahmen 120 Rennfahrer an der Rundfahrt teil, von denen 78 klassifiziert wurden.

## Rennverlauf
Die Tour de France 1958 begann wie in den beiden Jahren zuvor mit einem Etappensieg des Franzosen André Darrigade. Nachdem das Gelbe Trikot in der ersten Woche mehrmals den Träger wechselte, landet es nach einem zweiten Etappensieg von Darrigade wieder bei dem Fahrer der französischen Nationalmannschaft.
In den Pyrenäen übernahm der Italiener Vito Favero die Gesamtführung, die er beim Bergzeitfahren auf den Mont Ventoux wieder an den Franzosen Raphaël Géminiani verlor. Auf der letzten schweren Bergetappe in den Alpen griff der Luxemburger Charly Gaul an und fuhr bei einer Alleinfahrt 12 Minuten Vorsprung auf Géminiani heraus, das gelbe Trikot wanderte wieder zu Favero, der ebenfalls Zeit auf Géminiani gut gemacht hatte. Auf dieser Etappe von Briançon nach Aix-les-Bains war das Wetter kalt, und es regnete, Géminiani, der für das Regionalteam „Central Midi“ fuhr, beklagte sich später über die mangelnde Unterstützung der französischen Nationalmannschaft.
Gaul, der neben der Bergetappe bereits die ersten beiden Zeitfahren gewonnen hatte, konnte auch das letzte Zeitfahren für sich entscheiden. Dadurch verdrängte er Favero und Géminiani und übernahm auf der vorletzten Etappe das gelbe Trikot. Zum letzten Zeitfahren trat Vorjahressieger Jacques Anquetil nach Magenproblemen nicht mehr an, er hatte bis zu diesem Zeitpunkt den siebten Platz der Gesamtwertung belegt und konnte im Kampf um den Toursieg nicht mehr eingreifen.
Die letzte Etappe wurde vom Tod eines Offiziellen im Parc des Princes nach einem Zusammenstoß mit André Darrigade, der bei der Tour 1958 insgesamt fünf Etappen gewinnen konnte, überschattet. Das Grüne Trikot gewann der Franzose Jean Graczyk, Federico Bahamontes gewann zum zweiten Mal nach 1954 die Bergwertung.

## Die Etappen
| Etappen    | Start – Ziel               | km         | Etappensieger        | Gelbes Trikot     |
| ---------- | -------------------------- | ---------- | -------------------- | ----------------- |
| 1. Etappe  | Brüssel (BEL) – Gent (BEL) | 184        | André Darrigade      | André Darrigade   |
| 2. Etappe  | Gent (BEL) – Dunkerque     | 198        | Gerrit Voorting      | Jos Hoevenaers    |
| 3. Etappe  | Dunkerque – Le Tréport     | 177        | Gilbert Bauvin       | Wim van Est       |
| 4. Etappe  | Le Tréport – Versailles    | 205        | Jean Gainche         | Wim van Est       |
| 5. Etappe  | Versailles – Caen          | 232        | Tino Sabbadini       | Gilbert Bauvin    |
| 6. Etappe  | Caen – Saint-Brieuc        | 223        | Martin Van Geneugden | Gerrit Voorting   |
| 7. Etappe  | Saint-Brieuc – Brest       | 170        | Brian Robinson       | Gerrit Voorting   |
| 8. Etappe  | Circuit de Châteaulin      | 46 (EZF)   | Charly Gaul          | Gerrit Voorting   |
| 9. Etappe  | Quimper – Saint-Nazaire    | 206        | André Darrigade      | André Darrigade   |
| 10. Etappe | Saint-Nazaire1 – Royan     | 255        | Pierino Baffi        | André Darrigade   |
| 11. Etappe | Royan – Bordeaux           | 137        | Arrigo Padovan       | André Darrigade   |
| 12. Etappe | Bordeaux – Dax             | 161        | Martin Van Geneugden | André Darrigade   |
| 13. Etappe | Dax – Pau                  | 230        | Louis Bergaud        | Raphaël Géminiani |
| 14. Etappe | Pau – Luchon               | 129        | Federico Bahamontes  | Vito Favero       |
| 15. Etappe | Luchon – Toulouse          | 176        | André Darrigade      | Vito Favero       |
| 16. Etappe | Toulouse – Béziers         | 187        | Pierino Baffi        | Vito Favero       |
| 17. Etappe | Béziers – Nîmes            | 189        | André Darrigade      | Vito Favero       |
| 18. Etappe | Bédoin – Mont Ventoux      | 21,5 (EZF) | Charly Gaul          | Raphaël Géminiani |
| 19. Etappe | Carpentras – Gap           | 178        | Gastone Nencini      | Raphaël Géminiani |
| 20. Etappe | Gap – Briançon             | 165        | Federico Bahamontes  | Raphaël Géminiani |
| 21. Etappe | Briançon – Aix-les-Bains   | 219        | Charly Gaul          | Vito Favero       |
| 22. Etappe | Aix-les-Bains – Besançon   | 237        | André Darrigade      | Vito Favero       |
| 23. Etappe | Besançon – Dijon           | 74 (EZF)   | Charly Gaul          | Charly Gaul       |
| 24. Etappe | Dijon – Paris              | 320        | Pierino Baffi        | Charly Gaul       |

1 Saint-Nazaire ist im Tour-Programm als Start der Etappe angegeben. Die Fahrer mussten jedoch erst mit der Fähre über die Loire-Mündung nach Saint-Brévin-les-Pins übersetzen, wo die Etappe eigentlich begann.